# Ortschaft West
Die Ortschaft West ist die viertgrößte der sieben Ortschaften der kreisfreien Stadt Salzgitter in Niedersachsen.

## Geografie
Die Ortschaft West grenzt im Norden an die Ortschaft Nord, im Nordosten an die Ortschaft Ost, im Osten an die Ortschaft Südost, im Süden an die Ortschaft Süd und im Westen an den Landkreis Wolfenbüttel mit der Samtgemeinde Baddeckenstedt.

### Gliederung
Die Ortschaft West setzt sich aus folgenden vier Stadtteilen der Stadt Salzgitter zusammen.
| Stadtteil      | Einwohnerzahl (Dezember 2024) | Fläche in km² | Bevölkerungsdichte in Einw./km² |
| -------------- | ----------------------------- | ------------- | ------------------------------- |
| Calbecht       | 285                           | 3,21          | 89                              |
| Engerode       | 240                           | 0,95          | 252                             |
| Gebhardshagen  | 6.910                         | 21,24         | 325                             |
| Heerte         | 1.162                         | 8,52          | 136                             |
| Ortschaft West | 8.597                         | 33,93         | 253                             |

### Bilder

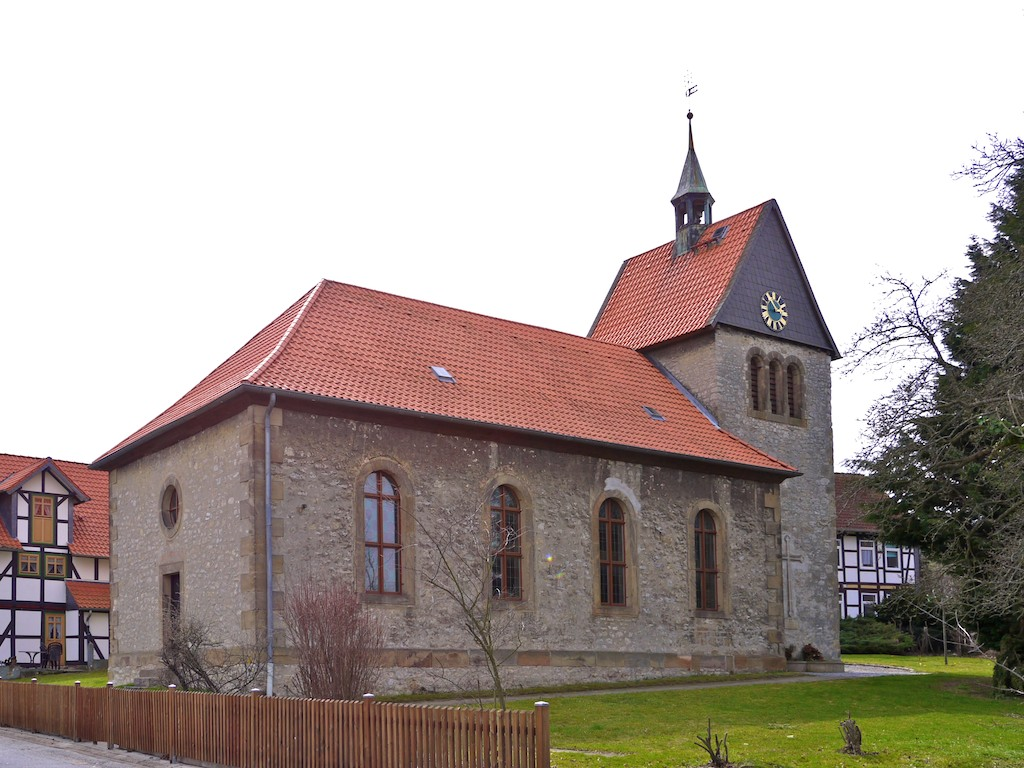
St.-Petri-Kirche in Calbecht
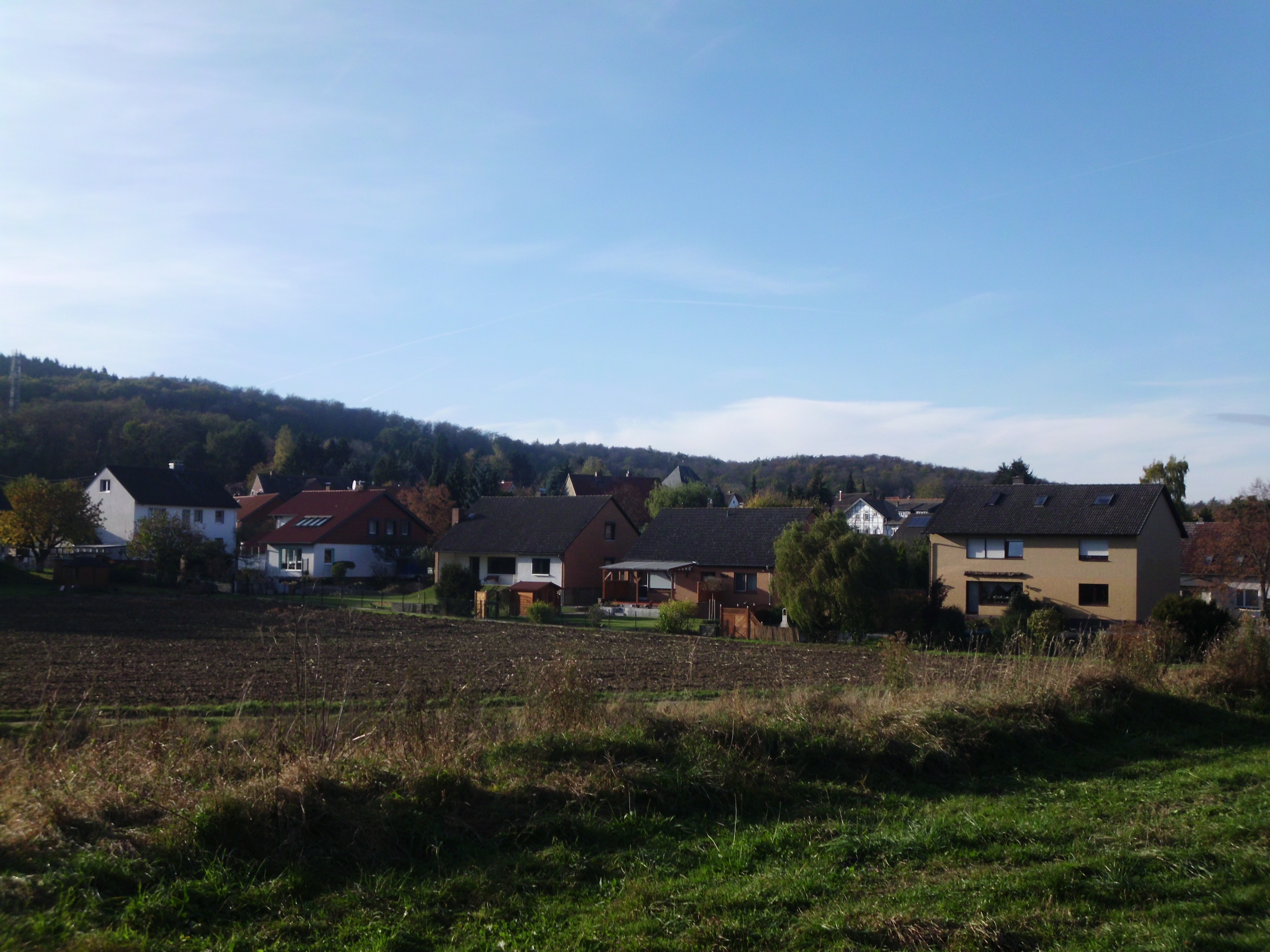
Blick auf den Süden von Engerode
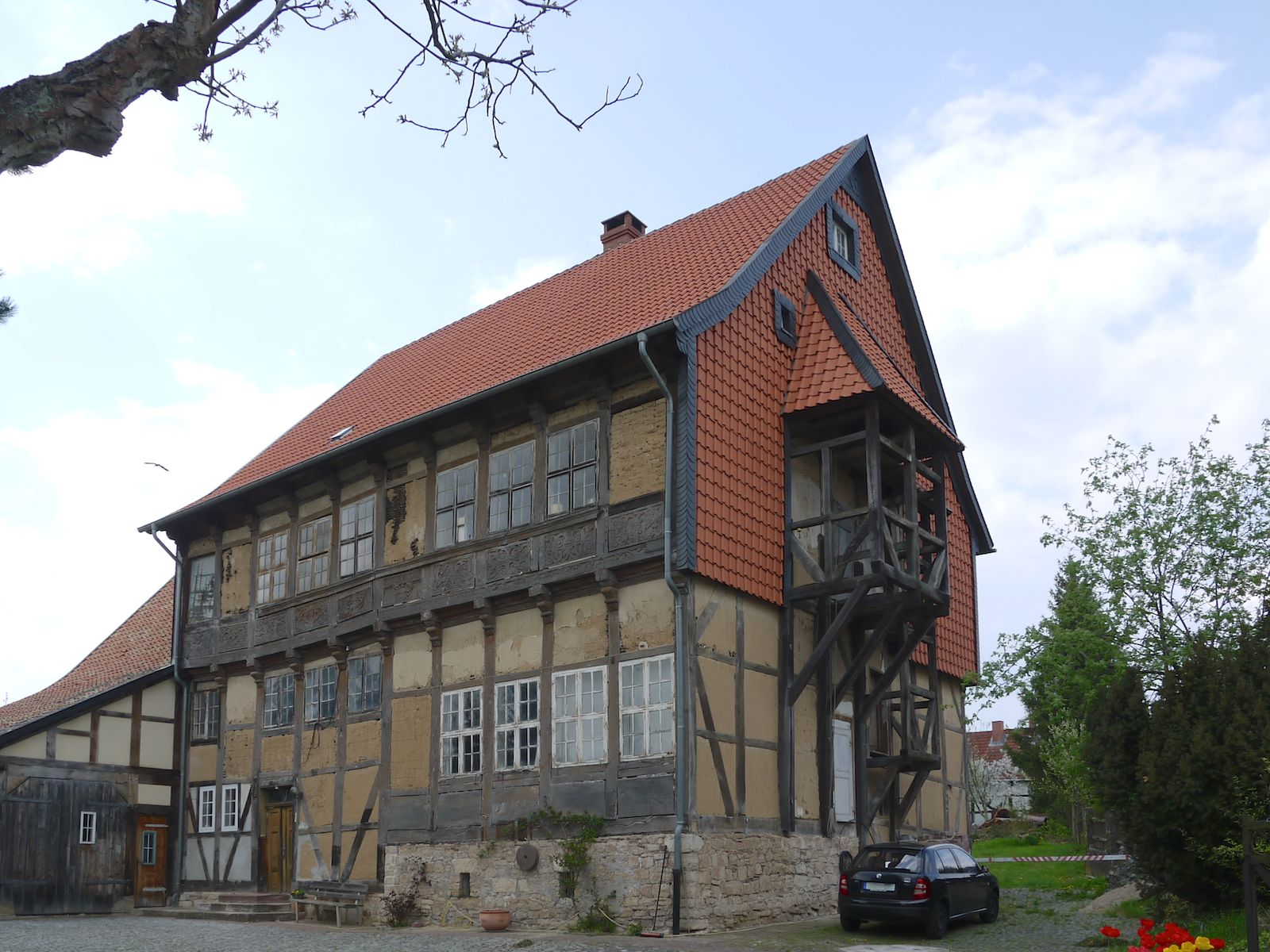
Lattemannsches Haus in Gebhardshagen
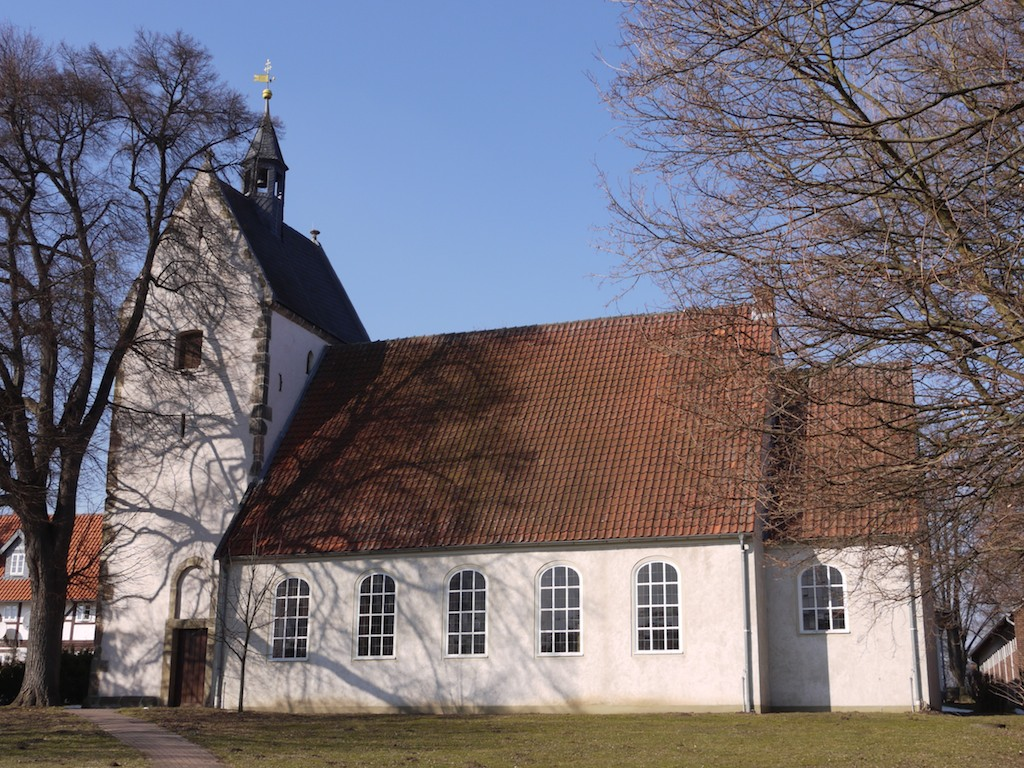
St.-Petri-Kirche in Heerte

## Geschichte
Die Ortschaft West entstand gemeinsam mit den anderen sechs Ortschaften zum 1. Januar 1972, um die Anzahl der Ortsräte auf sieben zu reduzieren. Zuvor besaßen alle 29 damals zu Salzgitter gehörenden Stadtteile einen eigenen Ortsrat. Die erste Kommunalwahl fand noch im selben Jahr statt.

### Einwohnerentwicklung
Die Tabelle zeigt die Einwohnerzahlen einschließlich der Nebenwohnsitze jeweils zum 31. Dezember des entsprechenden Jahres.
| Ortschaft West – Bevölkerungsentwicklung seit 1985 | Ortschaft West – Bevölkerungsentwicklung seit 1985 | Ortschaft West – Bevölkerungsentwicklung seit 1985 | Ortschaft West – Bevölkerungsentwicklung seit 1985 | Ortschaft West – Bevölkerungsentwicklung seit 1985 | Ortschaft West – Bevölkerungsentwicklung seit 1985 | Ortschaft West – Bevölkerungsentwicklung seit 1985                                                                    |
| Jahr                                               | Einwohner                                          | Jahr                                               | Einwohner                                          | Jahr                                               | Einwohner                                          | Entwicklung |
| -------------------------------------------------- | -------------------------------------------------- | -------------------------------------------------- | -------------------------------------------------- | -------------------------------------------------- | -------------------------------------------------- | --- |
| 1985                                               | 10.507                                             | 2000                                               | 10.516                                             | 2011                                               | 9055                                               | Hier fehlt eine Grafik, die leider im Moment aus technischen Gründen nicht angezeigt werden kann. Wir arbeiten daran! |
| 1990                                               | 10.506                                             | 2001                                               | 10.479                                             | 2012                                               | 8926                                               | Hier fehlt eine Grafik, die leider im Moment aus technischen Gründen nicht angezeigt werden kann. Wir arbeiten daran! |
| 1991                                               | 10.672                                             | 2002                                               | 10.469                                             | 2013                                               | 8858                                               | Hier fehlt eine Grafik, die leider im Moment aus technischen Gründen nicht angezeigt werden kann. Wir arbeiten daran! |
| 1992                                               | 10.877                                             | 2003                                               | 10.323                                             | 2014                                               | 8762                                               | Hier fehlt eine Grafik, die leider im Moment aus technischen Gründen nicht angezeigt werden kann. Wir arbeiten daran! |
| 1993                                               | 11.017                                             | 2004                                               | 10.301                                             | 2015                                               | 9108                                               | Hier fehlt eine Grafik, die leider im Moment aus technischen Gründen nicht angezeigt werden kann. Wir arbeiten daran! |
| 1994                                               | 11.042                                             | 2005                                               | 10.142                                             | 2016                                               | 9307                                               | Hier fehlt eine Grafik, die leider im Moment aus technischen Gründen nicht angezeigt werden kann. Wir arbeiten daran! |
| 1995                                               | 11.136                                             | 2006                                               | 9968                                               | 2017                                               | 9111                                               | Hier fehlt eine Grafik, die leider im Moment aus technischen Gründen nicht angezeigt werden kann. Wir arbeiten daran! |
| 1996                                               | 11.083                                             | 2007                                               | 9791                                               | 2018                                               | 9133                                               | Hier fehlt eine Grafik, die leider im Moment aus technischen Gründen nicht angezeigt werden kann. Wir arbeiten daran! |
| 1997                                               | 10.937                                             | 2008                                               | 9633                                               | 2019                                               | 8853                                               | Hier fehlt eine Grafik, die leider im Moment aus technischen Gründen nicht angezeigt werden kann. Wir arbeiten daran! |
| 1998                                               | 10.839                                             | 2009                                               | 9331                                               | 2020                                               | 8589                                               | Hier fehlt eine Grafik, die leider im Moment aus technischen Gründen nicht angezeigt werden kann. Wir arbeiten daran! |
| 1999                                               | 10.597                                             | 2010                                               | 9187                                               | 2021                                               | 8505                                               | Hier fehlt eine Grafik, die leider im Moment aus technischen Gründen nicht angezeigt werden kann. Wir arbeiten daran! |
| Quellen: Jahre 1985 bis 1992, Jahre 1993 bis 2021  |                                                    |                                                    |                                                    |                                                    |                                                    | Hier fehlt eine Grafik, die leider im Moment aus technischen Gründen nicht angezeigt werden kann. Wir arbeiten daran! |

## Politik
Wie alle Ortschaften verfügt die Ortschaft West über einen Ortsrat, aus dessen Reihen ein Ortsbürgermeister gewählt wird.

### Ortsrat
Der Ortsrat setzt sich aus 15 Ratsfrauen und Ratsherren zusammen. Dies ist laut Hauptsatzung der Stadt Salzgitter die festgelegte Anzahl für eine Ortschaft mit unter 10.000 Einwohnern. Die aktuelle Legislaturperiode beginnt am 1. November 2021 und endet am 31. Oktober 2026.
Die Kommunalwahlen am 12. September 2021 ergaben die folgende Sitzverteilung (Veränderung zu 2016):
- SPD: 7 Sitze (−1)
- CDU: 3 Sitze (−1)
- Grüne: 1 Sitz (+1)
- MBS: 1 Sitz (±0)
- Linke: 1 Sitz (±0)
- FDP: 1 Sitz (+1)
- Einzelwahlvorschlag Kommander: 1 Sitz (+1)

### Ortsbürgermeister
Ortsbürgermeisterin ist Annegrit Grabb (SPD). Ihre Stellvertreterinnen sind Sigrid Lux (SPD) und Inge Pelzer (CDU).

### Wappen
Jeder Stadtteil der Ortschaft West führt sein eigenes Wappen.

Calbecht
Engerode
Gebhardshagen
Heerte